# Deutereulophus marginatus
Deutereulophus marginatus is een vliesvleugelig insect uit de familie Eulophidae. De wetenschappelijke naam is voor het eerst geldig gepubliceerd in 2002 door Zhu & Huang.